# Nusatidia manipisea
Nusatidia manipisea är en spindelart som först beskrevs av Alberto Barrion och James A. Litsinger 1995.  Nusatidia manipisea ingår i släktet Nusatidia och familjen säckspindlar.
Artens utbredningsområde är Filippinerna. Inga underarter finns listade i Catalogue of Life.